# پاستریس
پاستریس (به اسپانیایی: Pastriz) یک دهستان در اسپانیا است که در استان ساراگوسا واقع شده‌است. پاستریس ۱۶ کیلومتر مربع مساحت و ۱٬۲۱۶ نفر جمعیت دارد.